# Тирамису
Тирамису̀ (на италиански: tiramisù, „вдигни ме на крака!“, „ободрѝ ме!“, от глаг. tirare – дърпам, mi – мен, su – нагоре) е традиционен сладкиш и хранително-вкусов продукт, разпространен в цяла Италия, чийто произход е предмет на дискусии и се приписва преди всичко на регионите Венето и Фриули - Венеция Джулия. Представлява десерт с лъжица на базата на бишкоти (или други бисквити с ронлива консистенция), напоени с кафе и покрити с крем, съставен от маскарпоне, яйца и захар, който в някои варианти се овкусява с ликьор. Поръсен е с какао на прах.
Ободряващият ефект на сладкиша се дължи на двете съдържащи кофеин съставки – кафето и какаото.
Съществуват варианти на рецептата, съгласно които какаото на прах е заменено с настърган шоколад, бишкотите – с бисквити, кафето – с алкохолна напитка (обикновено марсала, мадейра, амарето) или с плодов сок (от ягоди, малини или лимон), както и с горещ шоколад.
Тирамисуто е сред най-популярните десерти; сервира се във всякакви, не само италиански ресторанти и сладкарници. Рецептата му е адаптирана за торти, пудинги, сладоледи и други варианти на десерти.

## История и произход
Рецептата за тирамису не присъства в готварските книги преди 1960-те години. Тирамисуто, такова каквото е известно сега, е скорошно изобретение. Друг елемент е липсата на идентифициране на сладкиша в енциклопедиите и речниците от 1970-те и 1980-те години. Речникът на италианския език „Сабатини Колети“ проследява първото споменаване на името до 1980 г.
В сладкарската традиция тирамисуто има прилики с някои десерти: по-специално с Шарлота, направена от баварски крем, заобиколена от корона от бишкоти и покрита с гарнитура; с Дзупа инглезе, съставена от слоеве бишкоти, потопени в Алкермес и/или ликьор Розолио и Крем пастичера; с Долче Торино, състоящ се от бишкоти, потопени в Алкермес и Розолио, помежду им със смес на основата на масло, яйчни жълтъци, захар, млечен и черен шоколад; с Ломбардско баварезе, с което има афинитет откъм приготвянето и наличието на някои съставки като бишкоти и яйчни жълтъци. В баварезето се използват и масло, и Розолио (или Алкермес), но не и маскарпоне или кафе.

### Произход, приписван на Венето
Италианският експерт по храни и вино Джузепе Мафиоли и Анибале Тофоло в списание Vin Veneto от 1981 г. представят историята на приготвянето на десерта между края на 1960-те и началото на 1970-те години, като го откриват в ресторант „Але Бекерие“ в град Тревизо, ръководен от сем. Кампеол. Според тях тирамисуто е дело на сладкар, работил в Германия: Роберто „Лоли“ Лингуаното, който желае да пресъздаде видовете десерти, наблюдавани в неговия опит в чужбина. Мафиоли идентифицира тирамисуто сред десертите с лъжица в стил Хабсбурги, дори ако по същество го определя като вариант на Дзупа инглезе, като разпространението му е бързо както в регион Венето, така и в цяла Италия. Роберто Лингуаното в интервю заявява, че първата рецепта произлиза от sbatudin – смес от яйчен жълтък, разбит със захар, обикновено използван от селските семейства като тоник, към който просто се добавя маскарпоне. Експертите по храни и вино Джиджи Падовани и Клара Вада Падовани са съгласни, че рецептата на Лингуаното е първата, кодифицирана в книга през 1983 г.
В Тревизо обаче има и други ресторанти, на които се приписва бащинството на десерта. Една от версиите се отнася до ресторант Al Camín със създаването в средата на 1950-те години от готвача Сперанца Бон на „имперска купичка“, направена с класическите съставки на тирамисуто, но не и наречена с това име. Според друга версия произходът му е в хотел Al Foghér срещу ресторант Al Camín, впоследствие открит от Сперанца Бон и нейния съпруг Оторино Гарати. За откривател на десерта се бори и ресторант El Toulà.
Рецептата за тирамису може да бъде намерена в книгата „Десертите на Венето“ (I dolci del Veneto) от 1983 г. на Джовани Капнист, въпреки че десертът не е посочен с това му известно име. Допълнително потвърждение за историчността и локализацията на десерта може да се намери и в по-нови текстове като „Кухня и традиции на Венето“ (учебник за хотелиерски техникуми), който също така локализира създаването на десерта в ресторант „Бекерие“ в Тревизо от готвач с предишен опит в Централна Европа. Текстът представя с по-голяма несигурност временното разположение на изобретението, идентифицирано „в непосредствения следвоенен период“. В интервю главният сладкар Иджинио Масари потвърждава Тревизо като място на произход на тирамисуто, припомняйки както за предполагаемите му способности на афродизиак, така и по-вероятната версия, че това е десерт, който е използван за даване на енергия на учениците преди изпит. В подкрепа на произхода на десерта от „Бекерие“ в Тревизо е и италианската писателка Киара Джакобели и пътеводителят на Фромър за Северна Италия.
В туристическия пътеводител „Италия на десертите“ (L'Italia dei dolci) на Италианския туристически клуб, в раздела, свързан с Венето, тирамисуто е определено като „модерния десерт par excellence“, разпространен сега по целия свят. По същия начин Италианската кулинарна академия идентифицира произхода му от Венето (потвърден и от енциклопедии и речници).
Лемата „тирамису“ е идентифицирана с произход от Венето в текста „Диалектните думи“ (Le parole dialectali) на Паоло Дзоли от 1986 г. Името на десерта във Венето – tiramesù, впоследствие италианизирано на tiramisù, е възприето заради хранителните и възстановяващи способности, макар че други твърдят, че името му се дължи на предполагаемите му ефекти на афродизиак. По-специално Джовани Комисо заявява, че десертът е роден през 1930-те години в Cae de Oro – публичен дом в центъра на Тревизо, където е сервиран на посетителите, за да се освежат след сексуалните им подвизи.

### Произход, приписван на Фриули-Венеция Джулия
В Пиерис – подселище на Сан Канциан д'Изонцо в района на Гориция, в ресторант „Ил вентурино“ купичка „Ветурино“ се приготвя от 1940-те години. Тя е сервирана за първи път на 19 май 1938 г. на кралската яхта към Сиракуза от Марио Козоло – тогавашен заместник-готвач от Фриули на Реджа Марина. Този десерт традиционно се приготвя от шоколадов мус, пандишпан, напоен с марсала, дзабайоне и бита сметана и от 1950-те години се нарича „Копа Вентурино Тириме су“ (Coppa Vetturino Tirime su), а след това само Tirime su.
Една от версиите поставя произхода му в Карния през 1950-те години, по-точно в Хотел „Рома“ в Толмецо като дело на Норма Пиели. Това е модифицирана версия на сладкиша Долче Торино, присъстваща под номер 649 в „Науката в кухнята и изкуството да се храниш добре“ (La scienza in cucina e l'arte di mangiar bene) на Пелегрино Артузи, което е направено чрез заместването на маслото с маскарпоне и на Алкермес с кафе. В потвърждение на тази версия е представена сметка от 1959 г., в която сред поръчаните десерти се появяват две „тирами су“, менюто от две вечери, организирани в хотела през 1963 и 1965 г., сред които присъстват десерти на фриулски език, par indolzi: tirimi-su un pôc и côce i flôrs (за десерт: малко тирими-су и [тиквени] цветове), както и рецепта, която изброява маскарпоне сред използваните съставки, но дата няма.
Отново Джиджи Падовани и Клара Вада Падовани, този път в тяхната книга „Тирамису. История, любопитни неща, интерпретации на най-обичания италиански десерт“ (Tiramisù. Storia, curiosità, interpretazioni del dolce italiano più amato) смятат, че това трябва да се счита за първите рецепти на десерта. Историкът Александър Марцо Маньо, който посвещава глава на тирамисуто в книгата си „Геният на вкуса. Как италианската храна завладя света“ (Il genio del gusto.Come il mangiare italiano ha conquistato il mondo), е на обратното мнение. Въпреки че се съгласява с факта, че има десерти с това име, той счита, че присъствието на маскарпоне е това, което дефинира тирамисуто; това би изключило както десерта Il Vetturino, така и този на „Толмецо“ поне според версията на Енио Фурлан (бивш готвач във „Ветурино“), който твърди, че десертът на Норма Пиели е просто повторно предлагане на първия, което е пряка последица от познанството между собствениците на двете заведения. През 2017 г., в светлината на новата документация, Марцо Маньо се доближава до мнението на Падовани.

### Алтернативни версии и митове
Една от легендите за раждането на тирамисуто води началото си от град Сиена като десерт, приготвен по повод посещението на великия херцог Козимо III Медичи и наречен „Супа на херцога“. Тази версия е теоретично съвместима с въвеждането в Италия на една от основните съставки на тирамисуто – кафето (използвано навремето като напитка и при липсата на доказателства за употребата му в храни). Това обаче не е така с употребата на маскарпоне, което е традиционно за Ломбардия сирене, и на савоярдите – бишкоти, произхождащи от Савоя, като и двете е малко вероятно да бъдат използвани в сиенските сладкиши между 17 и 18 век. Специално маскарпоне гранясва бързо и трудно може да се съхранява и транспортира бързо от Ломбардия до Тоскана.
Дори използването на сурови яйца в десерт, който не подлежи на готвене, в миналото представлява трудност предвид високия риск от развитие на салмонелоза поради съществуващите по онова време несигурни методи за консервиране на храна. Всъщност дори наскоро лошото запазване на съставките му подчертава тази потенциална опасност. Супата на херцога не е посочена в класическите готварски книги като „Науката в кухнята и „Изкуството да се храниш добре“ на Пелегрино Артузи и не е сред продуктите, които се считат за традиционни за района, като в тях липсва десерт с лъжица, който има сходни характеристики с тирамису.
Според една друга теза десертът е създаден от сладкар от Торино в подкрепа на Камило Бенсо – граф на Кавур в действията му за обединение на Италия. Още по времето на обединението на Италия методите на производство и съхранение на храната не са в състояние да гарантират здравословността на този вид десерт; освен това за тази хипотеза не са открити подкрепящи я източници.

## През 21 век
По случай Деня на Европа през 2006 г. тирамисуто е избрано да представлява Италия в инициативата Sweet Europe. На 17 януари 2013 г. то е обявено за официално ястие на 6-ия международен ден на италианската кухня в Ню Йорк.
От 29 юли 2017 г. традиционната фриулска рецепта за тирамису е включена от италианското Министерството на земеделието, храните и горите в списъка на традиционните фриулски и джулиански хранително-вкусови продукти на регион Фриули - Венеция Джулия.
През 2017 г. е първото издание на „Световната купа по Тирамису“, което се провежда в Тревизо на 4 и 5 ноември за професионалисти, които не се занимават с кетъринг. Събитието се повтаря през 2018, 2019 и 2021 г.

## Характеристики
За приготвянето му по оригиналната рецепта са необходими следните съставки: савоярди (бишкоти), жълтъци, захар, кафе, маскарпоне и какао на прах. Оригиналната рецепта не включва белтъци и ликьор (все пак по желание може да се добави, като най-подходящо е виното Марсала).
Оригиналната форма на десерта е кръгла, дори ако формата на бишкотите благоприятства използването на правоъгълна или квадратна форма за печене, разстилаща класическото изображение на „плочки“. Въпреки това често се сглобява и в кръгли стъклени чаши, показващи различните слоеве, или на пирамиди.

### Рецепта
Продукти за 8 човека: 6 жълтъка, 250 г захар, 500 г маскарпоне, 40 савоярди (бишкоти), кафе, какао на прах.
Пригответе кафето и го оставете да изстине в купа. Разбийте на пяна шестте жълтъка със захарта, добавете маскарпоне, за да се се получи мек крем. Потопете двадесет бишкоти в кафе, като внимавате да не ги киснете много, и ги подредете в един ред в центъра на кръгла чиния. Разпределете половината от крема върху бишкотите и след това застъпете друг слой от двадесет бишкоти, напоени с кафе. След това намажете повърхността с останалия крем от маскарпоне. Покрийте крема с пресято какао на прах. Поставете в хладилник до готовност за сервиране.